# Linda Manfredini
Linda Manfredini (Modena, 14 maggio 2006) è una pallavolista italiana, centrale del Bergamo 1991.

## Carriera

### Club
La carriera di Linda Manfredini inizia nelle giovanili dell'Anderlini con cui partecipa, oltre ai campionati di categoria, al campionato di Serie C nella stagione 2020-21 e a quello di Serie B2 in quella successiva.
La stagione 2022-23 segna il suo debutto in Serie A2 dove veste i colori del Sassuolo. Dopo una stagione nella serie cadetta disputa la stagione 2023-24, sua prima stagione in Serie A1, nelle file del Casalmaggiore. Per la stagione successiva trova un accordo con il Bergamo 1991, sempre nella massima serie italiana. 

### Nazionale
Viene convocata in tutte le selezioni giovanili italiane; nel 2021 con la nazionale under 16 ottiene la medaglia d'argento al campionato europeo coronata dal premio individuale come miglior centrale, mentre l'anno successivo la rassegna continentale le frutta insieme alla selezione under 17 il titolo europeo, anche in questo caso impreziosito dal premio come miglior centrale. Di bronzo è la medaglia ottenuta nel 2023 al campionato mondiale di categoria con la nazionale under 19, mentre nel 2024 è di nuovo d'argento al campionato europeo con la formazione under 20, premiata per la terza volta miglior centrale in una competizione continentale. Nel 2025 vince la medaglia d'oro con l'under 21 al campionato mondiale.

## Palmarès

### Nazionale (competizioni minori)
- Campionato europeo under 16 2021
- Campionato europeo under 17 2022
- Campionato mondiale under 19 2023
- Campionato europeo under 20 2024
- Campionato mondiale under 21 2025

### Premi individuali
- 2021 - Campionato europeo under 16: Miglior centrale
- 2022 - Campionato europeo under 17: Miglior centrale
- 2024 - Campionato europeo under 20: Miglior centrale